# Spargania placidata
Spargania placidata är en fjärilsart som beskrevs av Walker 1862. Spargania placidata ingår i släktet Spargania och familjen mätare. Inga underarter finns listade i Catalogue of Life.